# Sierschijf van Helden
De Sierschijf van Helden is een verguld zilveren schijf of phalera uit het einde van de eerste eeuw voor Christus, die in Thracië werd vervaardigd. De schijf werd in de negentiende eeuw bij het steken van turf gevonden in de Peel bij Helden in de Nederlandse provincie Limburg. Het Rijksmuseum van Oudheden in Leiden kocht het object aan in juli 1890.

## Beschrijving
Op de schijf met een doorsnede van 17,5 cm is een cirkel van wilde dieren afgebeeld met in het midden een Herculesachtige figuur die met een leeuw vecht. Er zijn verspreid over Europa een vijftiental van dergelijke schijven opgegraven, die waarschijnlijk onderdeel uitmaakten van de uitrusting van een krijger, als versiering van een schild of paardentuig. Op twee ervan is een soortgelijke scène afgebeeld. De stijl doet denken aan de Ketel van Gundestrup die in Denemarken is gevonden. Op een van de buitenste platen van deze ketel is een vergelijkbare figuur te zien.

## Herkomst
De schijf werd waarschijnlijk gemaakt in Thracië, in het huidige Roemenië en Bulgarije. De Thraciërs waren een Indo-Europees volk dat geen geschreven teksten heeft nagelaten. Hoewel de kunstig bewerkte zilveren voorwerpen vroeger vaak tot de Keltische cultuur werden gerekend, is de techniek en stijl kenmerkend voor de Thraciërs, die Griekse en Perzische invloeden in hun kunst verwerkten. De Keltische elementen die in de voorstellingen zijn aan te wijzen, worden toegeschreven aan de nauwe contacten die tussen sommige Thracische en Keltische stammen bestonden.
Het is onbekend hoe de schijf van Helden in Nederland is terechtgekomen. Het kan een geschenk aan een Germaanse of Keltische bondgenoot zijn geweest of als oorlogsbuit mee zijn gebracht. Een andere mogelijkheid is dat hij is meegekomen met een Thracische of Sarmatische ruiter die in dienst was van de Romeinen. Later kan het kostbare object als votiefoffer in het veen zijn gelegd.

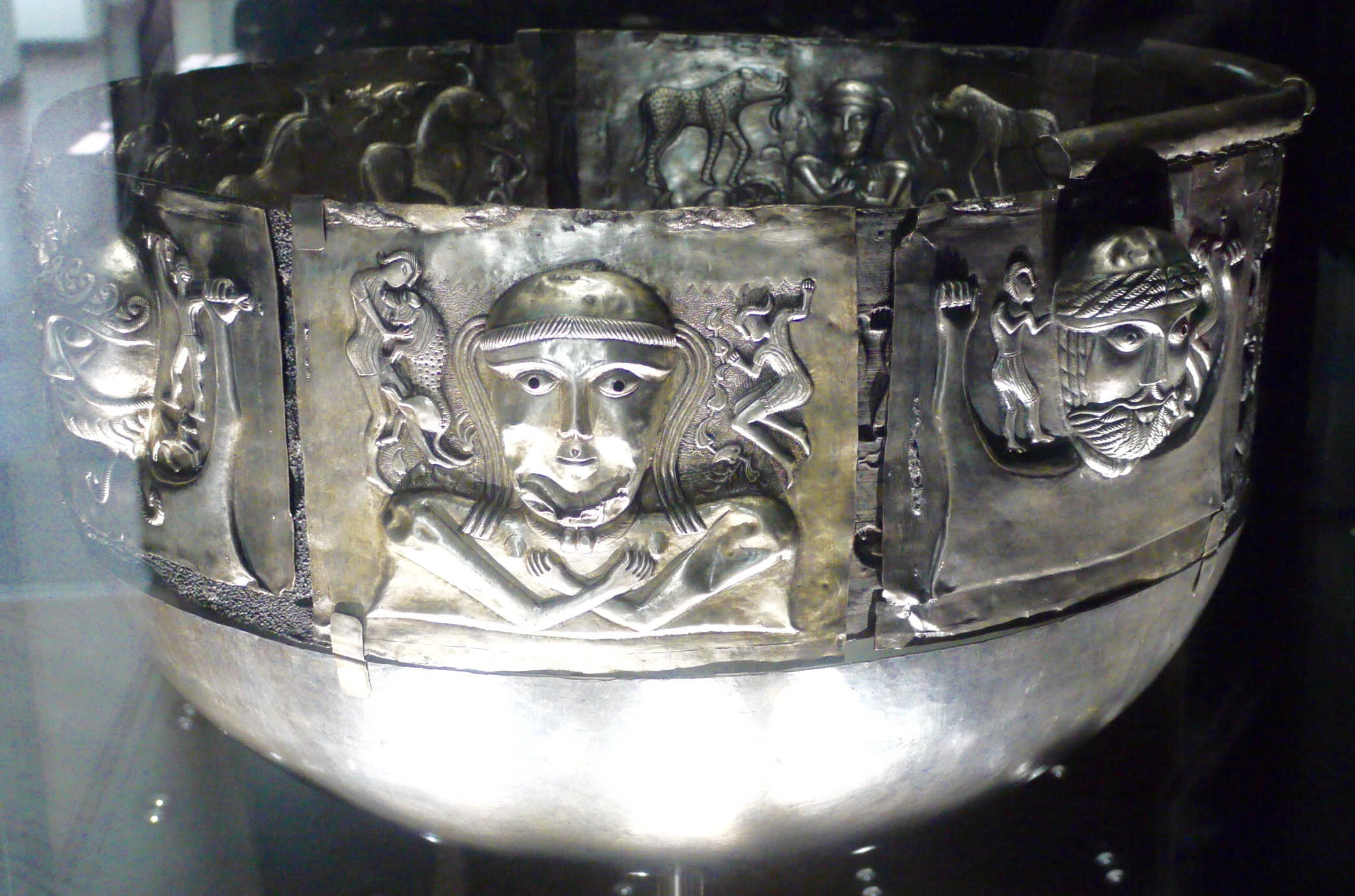
Plaat g van de Ketel van Gundestrup